# Battaglia di Sobraon
La battaglia di Sobraon fu combattuta il 10 febbraio 1846, tra le forze della Compagnia delle Indie orientali e l'esercito Sikh Khalsa, l'esercito dell'impero Sikh. Fu la battaglia decisiva della prima guerra anglo-sikh e vide la completa sconfitta dei sikh.

## Contesto

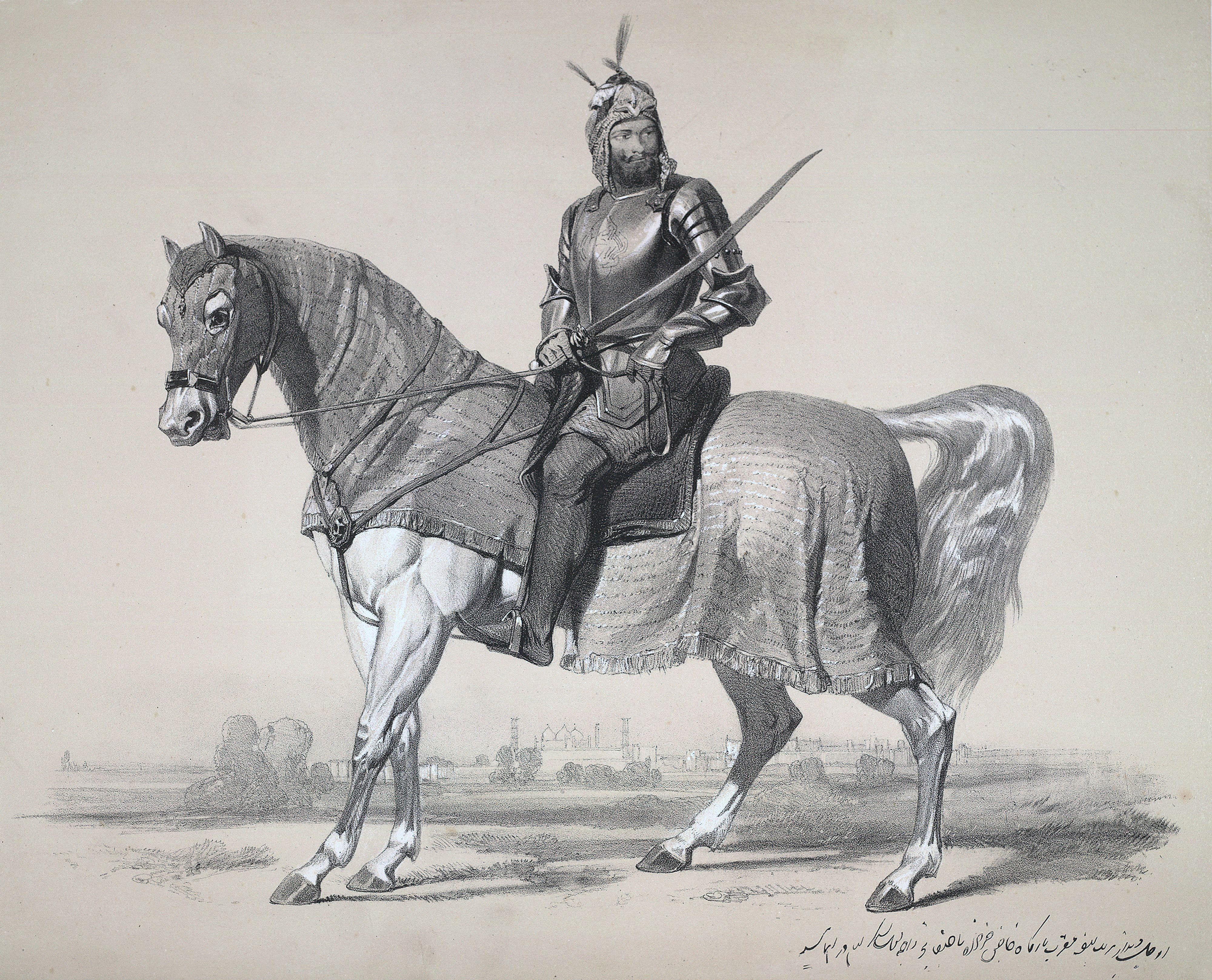
Raja Lal Singh, che guidò le forze sikh contro i britannici durante la prima guerra anglo-sikh

La prima guerra anglo-sikh scoppiò alla fine del 1845. I crescenti disordini nell'impero Sikh seguiti alla morte di Ranjit Singh e le continue provocazioni da parte della Compagnia delle Indie orientali, portarono l'esercito Sikh Khalsa a invadere il territorio sotto il controllo britannico. I britannici avevano vinto le prime tre grandi battaglie, quelle di Mudki, di Fereozeshah e di Aliwal grazie a una combinazione di casi fortunati, alla fermezza delle unità britanniche e bengalesi e al tradimento di Tej Singh e Lal Singh, i comandanti dell'esercito sikh.
Da parte britannica, il governatore generale Sir Henry Hardinge era rimasto sconcertato dalle tattiche di attacco frontale del comandante in capo del Bengal Army, Sir Hugh Gough, e stava cercando di farlo rimuovere dal comando. Tuttavia nessun comandante abbastanza anziano da sostituire Gough poté arrivare dall'Inghilterra per diversi mesi. Il morale dell'esercito fu risollevato dalla vittoria di Sir Harry Smith ad Aliwal, che permise di evitare la minaccia alle linee di comunicazione dell'esercito, e dall'arrivo di rinforzi, tra cui la necessaria artiglieria pesante e due battaglioni di gurkha.
I sikh, da parte loro, erano rimasti sconcertati dalla sconfitta a Ferozeshah e avevano ritirato la maggior parte delle loro forze ad ovest del fiume Sutlej. La reggente Jind Kaur, che governava in nome del figlio, il neonato maharaja Duleep Singh, aveva accusato 500 di codardia dei suoi ufficiali, gettando loro in faccia uno dei suoi abiti.
L'esercito Sikh Khalsa era stato nel frattempo rinforzato con truppe provenienti dai distretti a ovest di Lahore e si era spostato in forze in una testa di ponte trincerata ad est del Sutlej, di fronte a Sobraon. Qualsiasi esitazione causata dalle precedenti sconfitte fu fugata dalla presenza di un rispettato leader, Sham Singh Attariwala, ma Tej Singh e Lal Singh mantennero la direzione generale dell'esercito sikh. Inoltre, la testa di ponte era collegata alla riva occidentale del fiume da un unico ponte di barche. Tre giorni di pioggia continua prima della battaglia avevano gonfiato il fiume e minacciato di trascinar via questo ponte.

## La battaglia

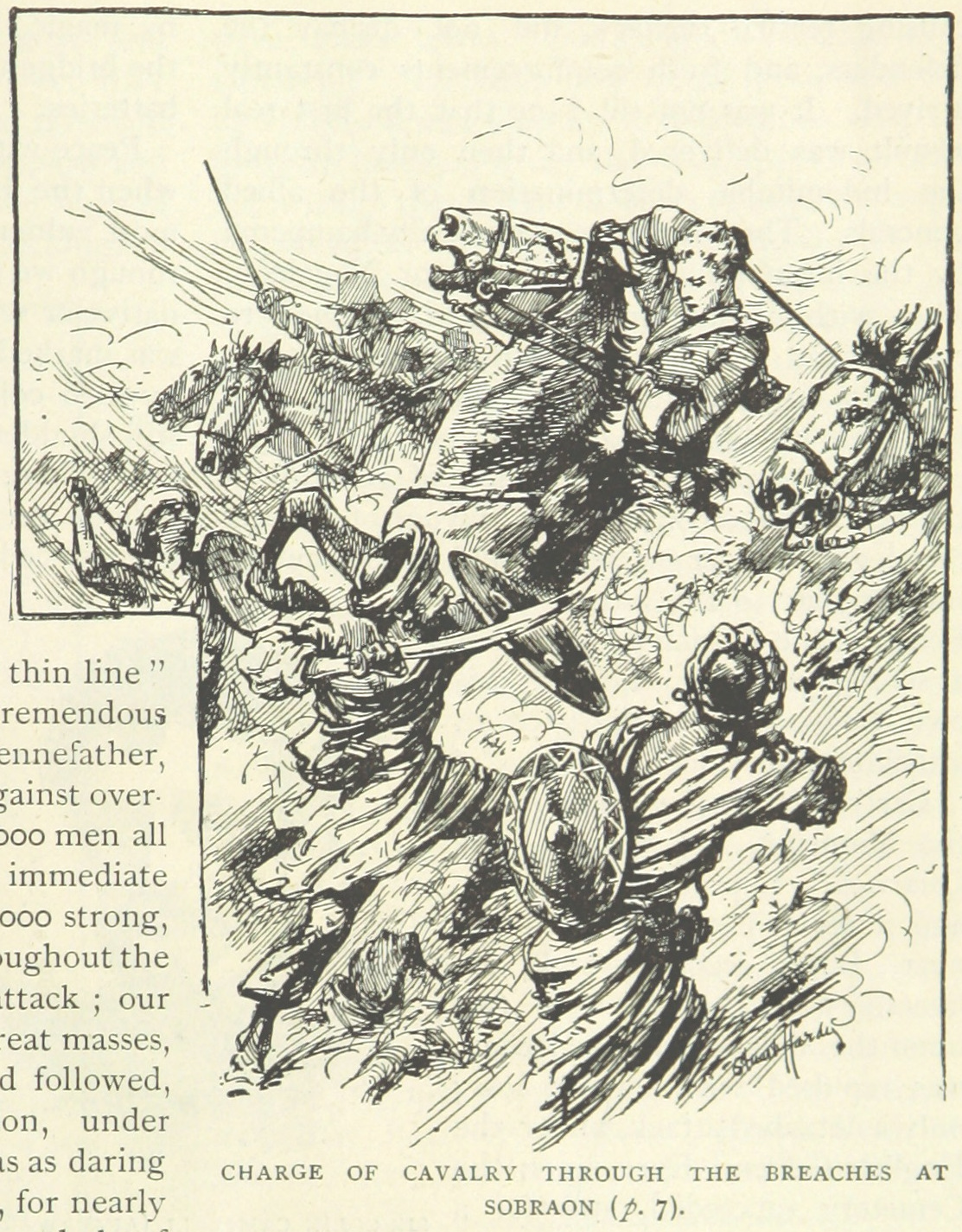
La cavalleria britannica carica la breccia (illustrazione da un libro britannico)

Gough aveva intenzione di attaccare i sikh non appena fosse giunta da Ludhiana la divisione di Smith, ma Hardinge lo costrinse ad aspettare l'arrivo di un treno di artiglieria pesante. Finalmente Gough si mosse, il 10 febbraio 1846 presto. L'inizio della battaglia fu ritardato da una fitta nebbia, ma, quando questa si alzò, 35 cannoni pesanti e obici britannici aprirono il fuoco. I cannoni sikh risposero. Il bombardamento andò avanti per due ore, senza che le difese sikh ne risentissero più di tanto. Pare che Gough, quando gli fu detto che i suoi cannoni pesanti erano a corto di munizioni, abbia risposto: "Grazie a Dio! Allora li attaccherò alla baionetta".
Due divisioni britanniche al comando di Harry Smith e del maggiore generale Sir Walter Gilbert sferrarono attacchi diversivi sulla sinistra dei sikh, mentre un'altra divisione, al comando del maggior generale Robert Henry Dick, sferrò l'attacco principale sulla loro destra, dove le difese erano di sabbia soffice ed erano più basse e deboli (si ritiene che queste informazioni fossero state fornite da Lal Singh al maggiore Henry Montgomery Lawrence, agente politico presso il quartier generale di Gough). D opo aver inizialmente conquistato posizioni all'interno delle linee nemiche, la divisione di Dick fu comunque respinta dai contrattacchi sikh e lo stesso Dick perse la vita durante attacco. Mentre i britannici ripiegavano, alcuni soldati sikh attaccarono i feriti britannici rimasti nel fossato di fronte ai trinceramenti, cosa che fece infuriare i soldati britannici.

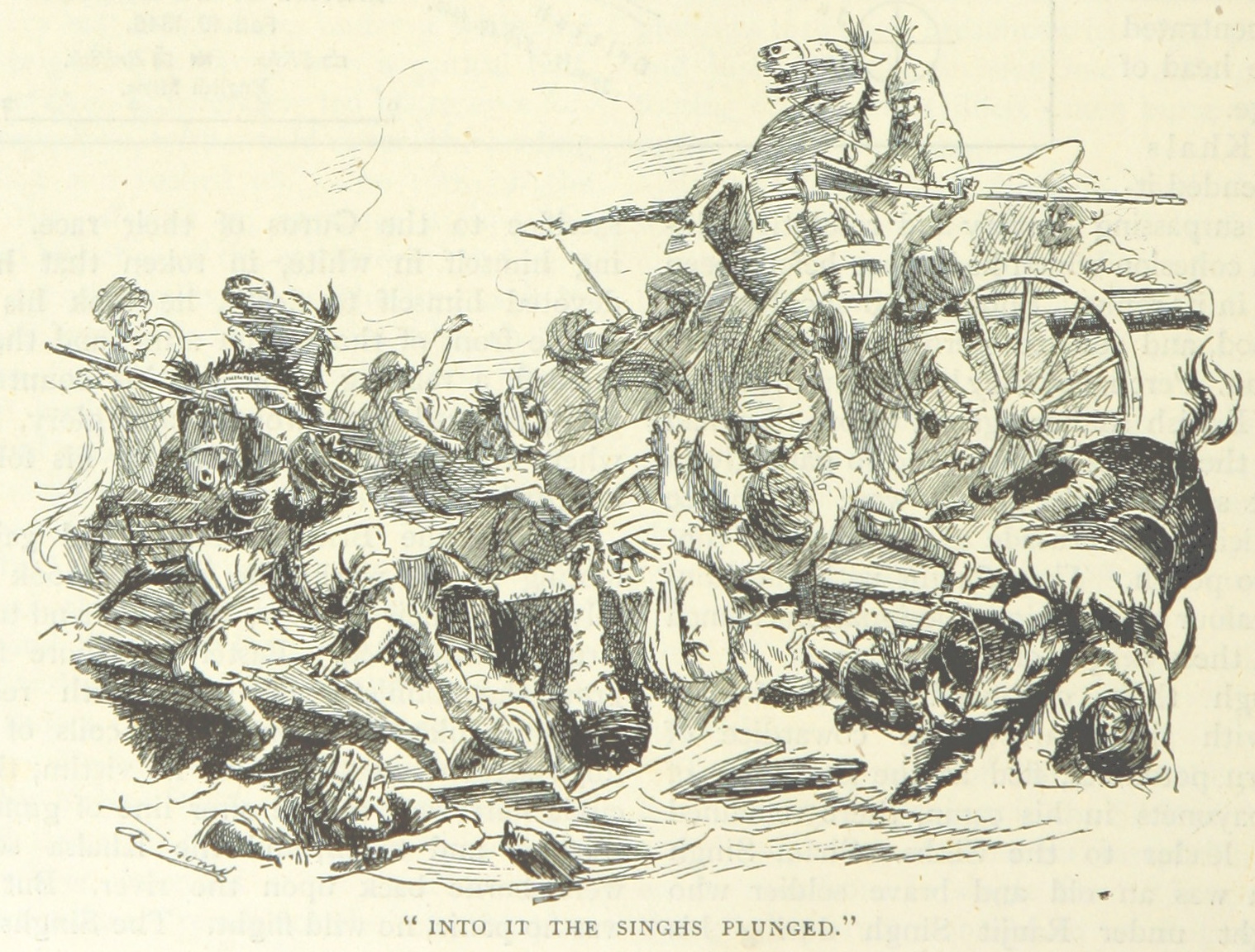
Il crollo del ponte di barche (illustrazione da un libro britannico)

I britannici, i gurkha e i reggimenti bengalesi rinnovarono i loro attacchi lungo l'intero fronte del trinceramento, sfondando in diversi punti. Sulla vulnerabile destra sikh, i genieri aprirono una breccia nelle fortificazioni e la cavalleria britannica e l'artiglieria a cavallo la attraversarono, attaccando il nemico al centro della sua posizione. Tej Singh aveva lasciato presto il campo di battaglia: molti resoconti sikh sostengono che egli abbia deliberatamente indebolito il ponte di barche, liberando la barca al suo centro o ordinando alla propria artiglieria posizionata sulla riva occidentale di sparare sul ponte, con il pretesto di impedire l'inseguimento britannico. I resoconti britannici sostengono che il ponte, indebolito dall'ingrossamento del fiume, si ruppe sotto il peso del numero di soldati che cercavano di ritirarsi sulla sponda opposta. Indipendentemente dalla cause, il ponte si ruppe, intrappolando quasi 20000 soldati dell'esercito Sikh Khalsa sulla riva orientale.
Nessuno dei soldati sikh intrappolati tentò di arrendersi. Molti distaccamenti, tra cui uno guidata da Sham Singh Attariwala, combatterono fino alla morte. Alcuni sikh si lanciarono in avanti per attaccare all'arma bianca i reggimenti britannici, altri cercarono di attraversare il fiume a nuoto. L'artiglieria a cavallo britannica si schierò lungo riva del fiume e continuò a sparare sui sikh che si trovavano in acqua. Quando il fuoco cessò, i sikh avevano perso tra gli 8000 e i 10000 uomini. I britannici catturarono 67 cannoni.

## Conseguenze

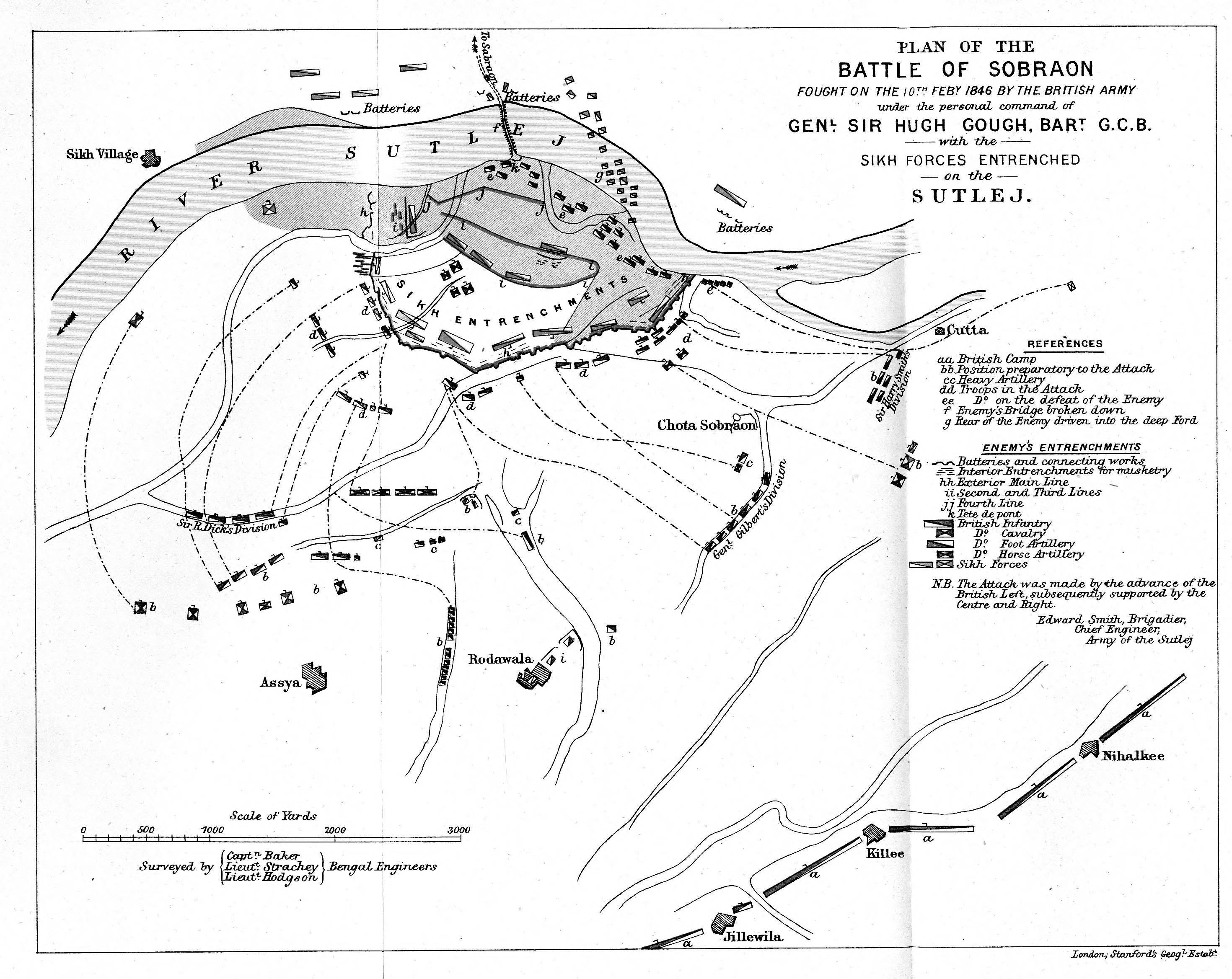
Mappa della battaglia

La distruzione del ponte non ritardò Gough: le prime unità britanniche iniziarono ad attraversare il fiume già la sera del giorno della battaglia e il 13 febbraio 1986 l'esercito britannico era a soli 48 km da Lahore. I distaccamenti dell'esercito Sikh Khalsa rimasti intatti nei distretti periferici di frontiera non potevano essere concentrati abbastanza rapidamente per difendere la capitale.
Il durbar del Punjab diede l'incarico di negoziare i termini della resa a Gulab Singh, sovrano di Jammu. Con il trattato di Lahore, i sikh cedettero alla Compagnia delle Indie orientali le preziose terre agricole del Doaba, tra i fiumi Beas e Sutlej e permisero a un residente britannico a Lahore di avere dei subordinati nelle principali città. Questi residenti e agenti avrebbero governato indirettamente il Punjab, per tramite dei sardar sikh. Inoltre, i sikh dovevano pagare un'indennità di 1,2 milioni di sterline: non potendo reperire facilmente tale somma, Gulab Singh fu autorizzato ad acquistare dal Punjab il Kashmir, pagando 750 000 sterline alla Compagnia delle Indie orientali.

## Galleria d'immagini

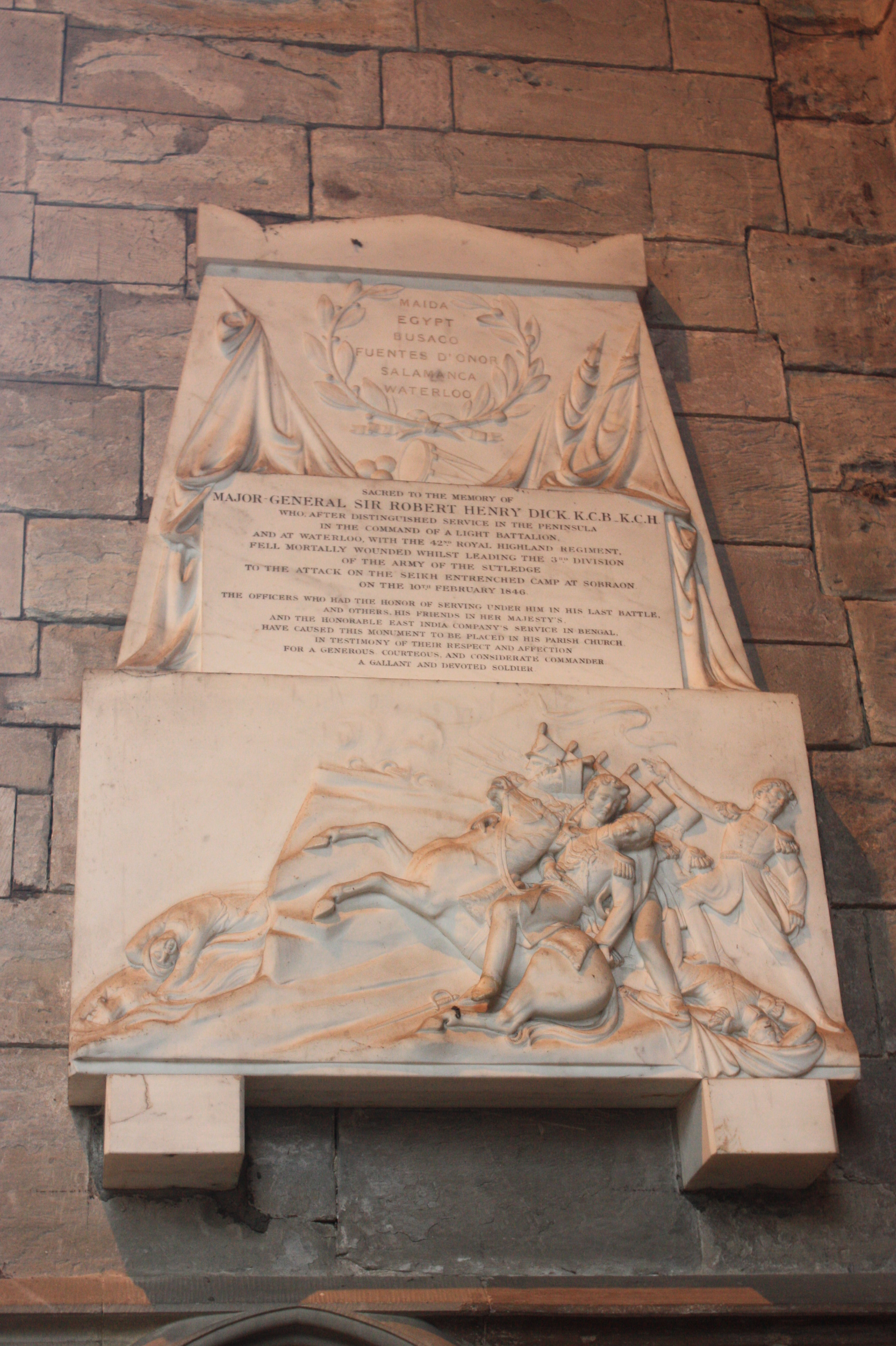
Monumento commemorativo di Robert Henry Dick, Cattedrale di Dunkeld
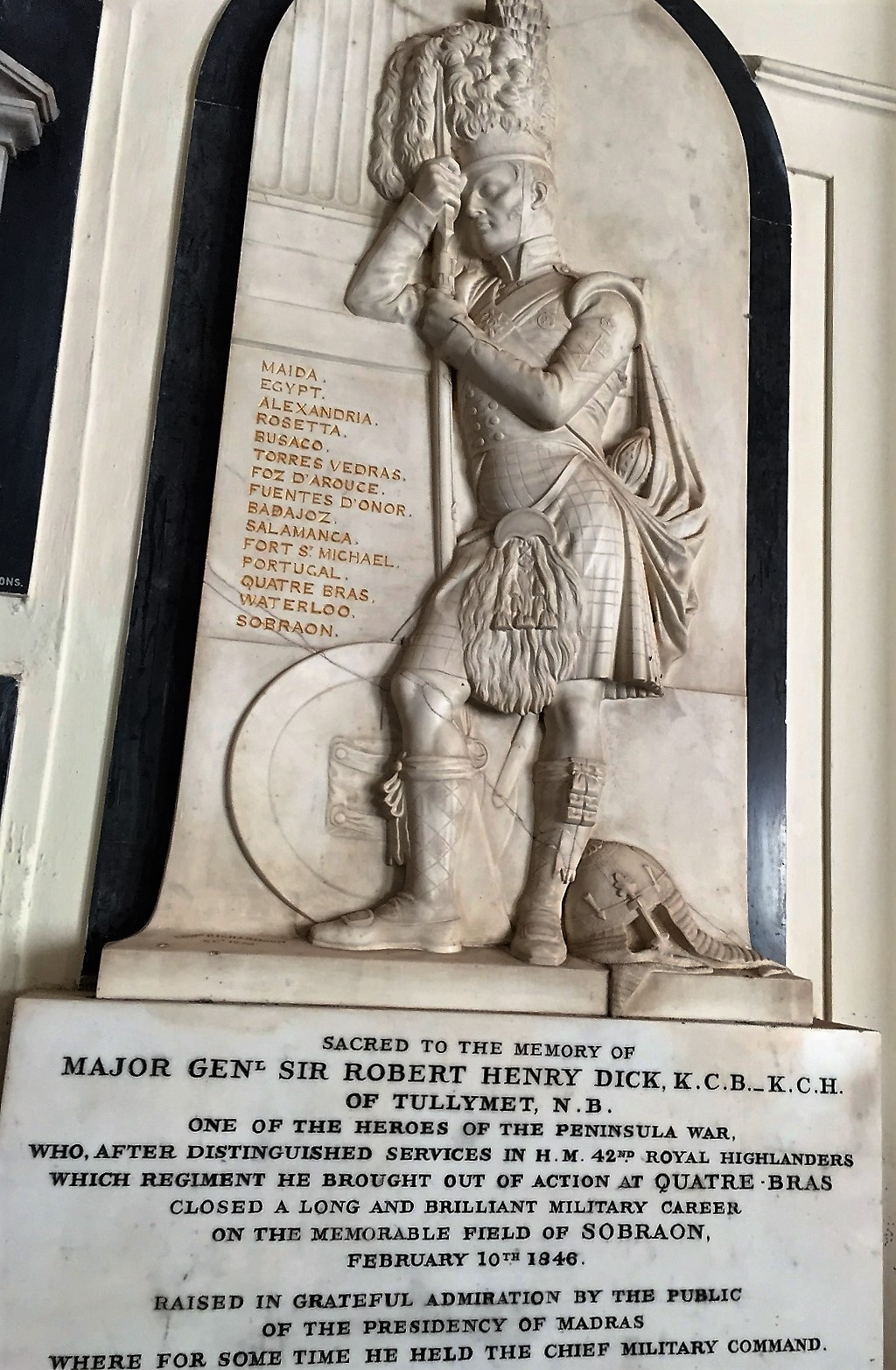
Monumento commemorativo di Robert Henry Dick raffigurante un highlander del 42º Reggimento a piedi, St. George's Cathedral, Chennai

## Folklore e testimonianze personali
Alcuni anni dopo la battaglia, Gough scrisse:
Dopo aver saputo della battaglia, la moglie di Sham Singh Attariwala si immolò su una pira funeraria senza aspettare notizie del marito, convinta, a ragione, che non sarebbe mai tornato vivo dopo una simile sconfitta.
Alcune testimonianze affermano che Lal Singh fosse presente sul campo di battaglia e che abbia seguito Tej Singh nella sua ritirata. Altre fonti sostengono che egli comandasse un grosso corpo di ghorchara (cavalleria irregolare) che si trovava a qualche miglio di distanza e che non intervenne contro l'esercito di Gough, anche se avrebbe potuto attaccare le comunicazioni di quest'ultimo.
L'amicizia tra il 10º Reggimento a piedi e il 29º Reggimento a piedi fu cementata in questa la battaglia, quando i due reggimenti si incontrarono nelle trincee catturate che erano costate tante vite. Ancora oggi gli ufficiali e i sergenti dei due reggimenti si rivolgono l'uno all'altro come "Mio caro cugino".

## Nella cultura popolare
La battaglia costituisce il momento culminante del romanzo di George MacDonald Fraser Flashman and the Mountain of Light . È menzionata in Stalky & Co. di Rudyard Kipling.